# Пионири (филм)
Пионири  (француски: Os Bandeirantes) је црно-бели француско-бразилски авантуристички филм из 1960. у режији Марсела Камија. Филм је познат и на енглеском као Злато Амазона.

## Радња
У Бразилу, француски рудар дијаманата бива устрељен, опљачкан и остављен да умре од стране наводног пријатеља.   Он креће на пут освете, али на том путу се заљубљује у једну Бразилку. 

## Улоге
- Рејмонд Лајер као Џин
- Лурдес де Оливеира као Сузана
- Елга Андерсен као Елга
- Леа Гарсија као Хермина
- Алмиро до Есперито Санто као Баија-Флора
- Џон Рајх као Курд

## Продукција
Филм је делимично снимљен у Бразилији.
Филм је био прилично добро примљен, али не тако добро као Камијев преседан бразилски филм, Црни Орфеј.  Камијев други бразилски филм би био Бахиа, из 1976. године. 